# Silverjet
Silverjet – brytyjska linia lotnicza z siedzibą w Londynie. Obsługiwała połączenia pomiędzy portem lotniczym Londyn-Luton, a Newark i Dubajem.
Obecnie zlikwidowana.